# Joseph Pearson (scrittore)
Joseph Sanders Pearson (Edmonton, 1975) è un saggista, giornalista e storico canadese.

## Biografia
Tra il 1997 e il 2001, Pearson ha conseguito il dottorato in Storia Moderna all'Università di Cambridge. Pearson ha insegnato in materie umanistiche alla Columbia University, New York University, la Universität der Künste Berlin, e la Barenboim-Said Akademie, un progetto di pace guidato dal direttore d'orchestra Daniel Barenboim. È il nipote della scrittrice di romanzi per bambini Kit Pearson.

## Carriera
La sua storia e ritratto della capitale tedesca, Berlino, è stata pubblicata da Reaktion Press e University of Chicago Press nel 2017. The Independent ha chiamato Berlin "l'ultima parola nello spiegare non solo l'incredibile storia di Berlino, ma anche la sua situazione culturale attuale" e Bloomberg ha riportato che il libro "offre magistralmente una lettura ravvicinata della metropoli in tutta la sua brutale immediatezza". Il libro è stato anche recensito positivamente su The German Studies Review.
Il secondo libro di Pearson My Grandfather's Knife sarà pubblicato da HarperCollins e The History Press, con una traduzione in spagnolo da Planeta nell'aprile 2022. Il libro racconta le storie dei testimoni della seconda guerra mondiale attraverso gli oggetti quotidiani che possedevano.
Il suo terzo libro (2025), The Airlift, è una storia quotidiana del ponte aereo di Berlino, pubblicata da The History Press nel Regno Unito e da Pegasus Books / Simon and Schuster in Nord America (con il titolo separato Sweet Victory).
Il suo lavoro è apparso su Newsweek, The New England Review, la BBC, AGNI, Monocle Magazine, Prism International e molte altre pubblicazioni. La sua saggistica è stata tradotta in tedesco, francese, arabo, mandarino e altre lingue.
Pearson risiede a Berlino, in Germania, dove è il saggista interno della Schaubühne Theatre e l'editore di The Needle, uno dei blog più popolari di Berlino. È un membro fondatore del collettivo di artisti, 'AGOSTO'.

## Riconoscimenti
Nel 2020, è stato premiato con il Jacob Zilber Prize for Short Fiction (First Runner-up), per il suo racconto "An Iconostasis". Il racconto è stato nominato nel 2020 per il Pushcart Prize.